# Tesztautomatizálás
A tesztautomatizálás a tesztelt szoftvertől különálló szoftverek alkalmazását jelenti a tesztek végrehajtásának vezérlésére, valamint a tényleges eredmények és a várt eredmények összehasonlítására. A tesztautomatizálás képes automatizálni néhány ismétlődő, de szükséges feladatot egy már meglévő, formalizált tesztelési folyamatban, vagy olyan további teszteket elvégezni, amelyeket manuálisan nehéz lenne megvalósítani. A tesztautomatizálás kulcsfontosságú szerepet játszik a folyamatos szállítás (continuous delivery) és a folyamatos tesztelés (continuous testing) megvalósításában.

## Általános megközelítések
Számos megközelítés létezik a tesztautomatizálásra, azonban az alábbiakban a leggyakrabban alkalmazott általános módszereket mutatjuk be:
- Grafikus felhasználói felület tesztelése: Olyan tesztelési keretrendszer, amely felhasználói felületi eseményeket – például billentyűleütéseket és egérkattintásokat – generál, majd megfigyeli az ezek által kiváltott változásokat a felhasználói felületen. A cél annak ellenőrzése, hogy a program megfigyelhető viselkedése megfelel-e az elvárásoknak.
- API-vezérelt tesztelés:Olyan tesztelési keretrendszer, amely egy programozási interfészt használ az alkalmazás viselkedésének érvényesítésére. Az API-vezérelt tesztelés általában teljesen megkerüli az alkalmazás grafikus felhasználói felületét. Ez magában foglalhatja osztályok, modulok vagy könyvtárak nyilvános interfészeinek tesztelését is, különböző bemeneti argumentumok alkalmazásával annak ellenőrzésére, hogy a visszakapott eredmények helyesek-e.

## Más megközelítések

### Modell alapú tesztelés
Az egyik módszer a tesztesetek automatikus generálására a modellalapú tesztelés, amely a rendszer egy modelljének felhasználásával állít elő teszteseteket, azonban a kutatások továbbra is számos alternatív módszert vizsgálnak ezen a területen. [forrás?]Egyes esetekben a modellalapú megközelítés lehetővé teszi nem technikai felhasználók számára is, hogy egyszerű angol nyelven hozzanak létre automatizált üzleti teszteseteket, így nincs szükség semmilyen programozásra ahhoz, hogy azokat különböző operációs rendszerekhez, böngészőkhöz vagy okoseszközökhöz konfigurálják.

### Regressziós tesztelés
Bizonyos szoftvertesztelési feladatok – például a kiterjedt, alacsony szintű interfészek regressziós tesztelése – manuálisan igen fáradságosak és időigényesek lehetnek. Emellett a kézi tesztelés nem mindig hatékony bizonyos típusú hibák felismerésében. A tesztautomatizálás lehetőséget kínál ezen tesztelési feladatok hatékony elvégzésére.
Miután az automatizált tesztek elkészültek, gyorsan és többször is lefuttathatók. Ez költséghatékony módszert jelenthet a hosszú karbantartási időszakkal rendelkező szoftvertermékek regressziós tesztelésére. Még az alkalmazás életciklusa során végzett kisebb javítások is okozhatnak hibákat olyan funkciókban, amelyek korábban megfelelően működtek.

### API tesztelés
- Elfriede Dustin. Automated Software Testing. Addison Wesley (1999). ISBN 978-0-201-43287-9
- Elfriede Dustin. Implementing Automated Software Testing. Addison Wesley (2009). ISBN 978-0-321-58051-1
- Mark Fewster & Dorothy Graham. Software Test Automation. ACM Press/Addison-Wesley (1999). ISBN 978-0-201-33140-0
- Roman Savenkov: How to Become a Software Tester. Roman Savenkov Consulting, 2008, ISBN 978-0-615-23372-7
- Hong Zhu. AST '08: Proceedings of the 3rd International Workshop on Automation of Software Test. ACM Press. DOI: 10.1145/1370042 (2008). ISBN 978-1-60558-030-2
- Just Enough Software Test Automation. Prentice Hall Professional (2002). ISBN 978-0130084682
- Hayes, Linda G., "Automated Testing Handbook", Software Testing Institute, 2nd Edition, March 2004
- Kaner, Cem, "Architectures of Test Automation Archiválva 2021. január 26-i dátummal a Wayback Machine-ben.", August 2000

Az API-tesztelést is széles körben alkalmazzák a szoftvertesztelők, mivel lehetővé teszi számukra, hogy a követelményeket a grafikus felhasználói felület (GUI) megvalósításától függetlenül ellenőrizzék – gyakran már a fejlesztés korai szakaszában –, valamint hogy maga a teszt is megfeleljen a tiszta kód elveinek, különösen az egyetlen felelősség elvének. Az API-tesztelés során közvetlenül az API-kat vizsgálják az integrációs tesztelés részeként annak érdekében, hogy megállapítsák, megfelelnek-e az elvárt funkcionalitási, megbízhatósági, teljesítménybeli és biztonsági követelményeknek. Mivel az API-k nem rendelkeznek grafikus felhasználói felülettel, az API-tesztelést az üzenetszinten végzik. Az API-tesztelés különösen kritikusnak számít, ha az API az alkalmazás logikájához való elsődleges hozzáférési felületként szolgál.

### Grafikus felhasználói felület (GUI) tesztelése
Számos tesztautomatizálási eszköz kínál rögzítési és visszajátszási funkciókat, amelyek lehetővé teszik a felhasználók számára, hogy interaktívan rögzítsék a felhasználói műveleteket, majd azokat tetszőleges alkalommal visszajátsszák, összehasonlítva a tényleges eredményeket a várt eredményekkel. Ennek a megközelítésnek az előnye, hogy kevés vagy semmilyen szoftverfejlesztési ismeretet nem igényel. Ez a módszer bármely grafikus felhasználói felülettel rendelkező alkalmazásra alkalmazható. Ugyanakkor az ilyen funkciókra való támaszkodás komoly megbízhatósági és karbantarthatósági problémákat vethet fel. Például egy gomb átnevezése vagy áthelyezése az ablak másik részére szükségessé teheti a teszt újrarögzítését. A rögzítés és visszajátszás módszere gyakran irreleváns műveleteket is rögzíthet, vagy egyes műveleteket hibásan rögzíthet. [forrás?]
Ennek a típusú eszköznek egy változata a weboldalak tesztelésére szolgál. Ebben az esetben az "interfész" maga a weboldal. Azonban az ilyen keretrendszerek teljesen eltérő technikákat alkalmaznak, mivel HTML-t jelenítenek meg, és DOM-eseményekre figyelnek az operációs rendszer eseményei helyett. Általában fej nélküli böngészőket (headless browsers) vagy a Selenium Web Driver alapú megoldásokat használnak erre a célra.
Ennek a típusú tesztautomatizálási eszköznek egy másik változata a mobilalkalmazások tesztelésére szolgál. Ez különösen hasznos a mobiltelefonokon használt különböző méretek, felbontások és operációs rendszerek nagy száma miatt. Ebben az esetben egy keretrendszert alkalmaznak a műveletek mobil eszközön történő végrehajtására, valamint az ezek eredményeinek összegyűjtésére.
Egy másik változat a szkriptmentes tesztautomatizálás, amely nem használ rögzítési és visszajátszási funkciókat, hanem az alkalmazás egy modelljét [forrás?] hozza létre, majd lehetővé teszi a tesztelő számára, hogy egyszerűen tesztparaméterek és feltételek megadásával hozzon létre teszteseteket, anélkül hogy bármilyen programozási ismeretre szükség lenne.

## Módszertanok

### Tesztvezérelt fejlesztés
A tesztautomatizálás – többnyire egységtesztelés alkalmazásával – kulcsfontosságú eleme az extrém programozásnak és az agilis szoftverfejlesztésnek, ahol tesztvezérelt fejlesztésként (TDD) vagy teszt-első fejlesztésként ismert. Az egységtesztek már a kód megírása előtt megfogalmazhatók a funkcionalitás definiálására.
Ezek az egységtesztek azonban a fejlesztés során folyamatosan fejlődnek és bővülnek, ahogy új problémák merülnek fel, és a kódot refaktorálják. A kódot csak akkor tekintik késznek, ha minden megkövetelt funkcióra vonatkozó összes teszt sikeresen lefut. A tesztvezérelt fejlesztés hívei szerint ez a megközelítés megbízhatóbb és költséghatékonyabb szoftvert eredményez, mint a kézi felfedező teszteléssel ellenőrzött kód.
[forrás?] Megbízhatóbbnak tartják, mivel jobb a kódfedettség, és a tesztek folyamatosan futnak a fejlesztés során, nem pedig csak egyszer, a vízesésmodell végén. A fejlesztő azonnal felfedezi a hibákat a módosítások elvégzésekor, amikor még a legköltséghatékonyabb azok kijavítása. Végül az egységtesztelés biztonságosabbá teszi a kód refaktorálását: a kód egyszerűbb formába történő átalakítása – kevesebb kóddublikációval, de azonos működéssel – sokkal kisebb valószínűséggel vezet új hibák bevezetéséhez, ha a refaktorált kódrészletek egységtesztekkel vannak lefedve.

### Folyamatos tesztelés
- Elfriede Dustin. Automated Software Testing. Addison Wesley (1999). ISBN 978-0-201-43287-9
- Elfriede Dustin. Implementing Automated Software Testing. Addison Wesley (2009). ISBN 978-0-321-58051-1
- Mark Fewster & Dorothy Graham. Software Test Automation. ACM Press/Addison-Wesley (1999). ISBN 978-0-201-33140-0
- Roman Savenkov: How to Become a Software Tester. Roman Savenkov Consulting, 2008, ISBN 978-0-615-23372-7
- Hong Zhu. AST '08: Proceedings of the 3rd International Workshop on Automation of Software Test. ACM Press. DOI: 10.1145/1370042 (2008). ISBN 978-1-60558-030-2
- Just Enough Software Test Automation. Prentice Hall Professional (2002). ISBN 978-0130084682
- Hayes, Linda G., "Automated Testing Handbook", Software Testing Institute, 2nd Edition, March 2004
- Kaner, Cem, "Architectures of Test Automation Archiválva 2021. január 26-i dátummal a Wayback Machine-ben.", August 2000

A folyamatos tesztelés (Continuous Testing) azt a folyamatot jelenti, amikor az automatizált tesztek végrehajtása a szoftver szállítási folyamatának részeként történik, annak érdekében, hogy azonnali visszajelzést kapjunk a szoftverkiadás-jelölt üzleti kockázatairól. A folyamatos tesztelés során a tesztelés terjedelme az alsó szintű követelmények vagy felhasználói történetek validálásától kezdve egészen a rendszerkövetelmények értékeléséig terjed, amelyek az általános üzleti célokhoz kapcsolódnak.

## Megfontolások

### Tényezők, amelyeket figyelembe kell venni a tesztautomatizálás bevezetésére vonatkozó döntés meghozatalakor
Hogy mit, mikor, vagy egyáltalán szükséges-e automatizálni, kulcsfontosságú döntések, amelyeket a tesztelő (vagy fejlesztő) csapatnak kell meghoznia.
Egy 52 gyakorlati és 26 tudományos forrást átfogó, többnézőpontos irodalmi áttekintés szerint öt fő tényezőt kell figyelembe venni a tesztautomatizálási döntések meghozatalakor:
1. a tesztelendő rendszer (System Under Test – SUT),
2. a tesztek típusai és száma,
3. a teszteszköz,
4. emberi és szervezeti szempontok,
5. átfogó (keresztmetszeti) tényezők.   A tanulmány szerint a leggyakrabban említett egyedi tényezők a regressziós tesztelés szükségessége, a gazdasági szempontok és a tesztelendő rendszer (SUT) érettsége voltak.[15]

### Plató hatás
Bár az automatizált tesztek újrafelhasználhatóságát nagyra értékelik a szoftverfejlesztő cégek, ez a tulajdonság hátrányként is értelmezhető. Ez vezet az úgynevezett "peszticid paradoxonhoz", amikor az ismételten végrehajtott tesztforgatókönyvek már nem képesek az adott keretrendszerükön túli hibák észlelésére.
Ilyen esetekben a kézi tesztelés jobb befektetés lehet.
Ez a kettősség ismét azt a következtetést támasztja alá, hogy a tesztautomatizálásról szóló döntést egyedileg, a projekt követelményeit és sajátosságait figyelembe véve kell meghozni.

### Mit kell tesztelni
A tesztelési eszközök segíthetnek olyan feladatok automatizálásában, mint például a termék telepítése, a tesztadatok létrehozása, a grafikus felhasználói felület kezelése, a hibák észlelése (például tesztorákulumokkal ellátott elemző vagy figyelő ügynökök segítségével), a hibák naplózása, stb. – anélkül, hogy feltétlenül végponttól végpontig történő tesztautomatizálást valósítanának meg.
A tesztautomatizálás tervezésekor figyelembe kell venni a leggyakoribb elvárások folyamatos teljesítését:
- A platform és az operációs rendszer függetlensége
- Adatvezérelt képesség (bemeneti adatok, kimeneti adatok, metaadatok )
- Testreszabási jelentések (DB- adatbázis -hozzáférés, Crystal Reports )
- Könnyű hibakeresés és naplózás
- Verziókontrollbarát – minimális bináris fájlok
- Bővíthető és testreszabható (Nyissa meg az API-kat, hogy más eszközökkel integrálható legyen)
- Common Driver (Például a Java fejlesztési ökoszisztémában ez Ant vagy Maven és a népszerű IDE-ket jelenti). Ez lehetővé teszi, hogy a tesztek integrálódjanak a fejlesztők munkafolyamataiba .
- Támogassa a felügyelet nélküli tesztfuttatásokat az összeállítási folyamatokkal és kötegelt futtatásokkal való integráció érdekében. A folyamatos integrációs szerverek ezt igénylik.
- E-mail-értesítések, például visszapattanó üzenetek
- Elosztott végrehajtási környezet támogatása (elosztott tesztágy )
- Elosztott alkalmazástámogatás (elosztott SUT )

## Szerepek

### Automatizálási eszközök tesztelése
A tesztautomatizálási eszközök gyakran költségesek, és általában manuális teszteléssel kombinálva alkalmazzák őket. A tesztautomatizálás hosszú távon költséghatékony megoldássá válhat, különösen akkor, ha ismétlődő regressziós teszteléshez használják. Jó jelölt az automatizálásra például egy olyan teszteset, amely az alkalmazás gyakori lefutását vizsgálja, mivel ezt minden egyes módosítás után újra kell futtatni (regressziós tesztelés). A tesztautomatizálás csökkenti a manuális teszteléssel járó erőfeszítést, ugyanakkor manuális munka szükséges az automatizált ellenőrzések kidolgozásához és karbantartásához, valamint a teszteredmények átvizsgálásához is.

### Tesztmérnök
Az automatizált tesztelés során a tesztmérnöknek vagy a szoftverminőség-biztosítási szakembernek rendelkeznie kell programozási ismeretekkel, mivel a tesztesetek forráskódként íródnak, amelyek futtatásukkor a bennük lévő állítások (assertionök) alapján adnak eredményt. Egyes tesztautomatizálási eszközök azonban lehetővé teszik a tesztek kulcsszavak alapján történő szerkesztését is a kódolás helyett, így ezek használatához nincs szükség programozási ismeretekre.

## Tesztelés különböző szinteken
Az automatizálandó tesztek mennyiségének meghatározására szolgáló egyik stratégia az úgynevezett tesztautomatizálási piramis. Ez a megközelítés azt javasolja, hogy háromféle különböző részletességű tesztet írjunk. Minél magasabb szintű a teszt, annál kevesebb szükséges belőle.

### Egység, szolgáltatás és felhasználói felület szintjei

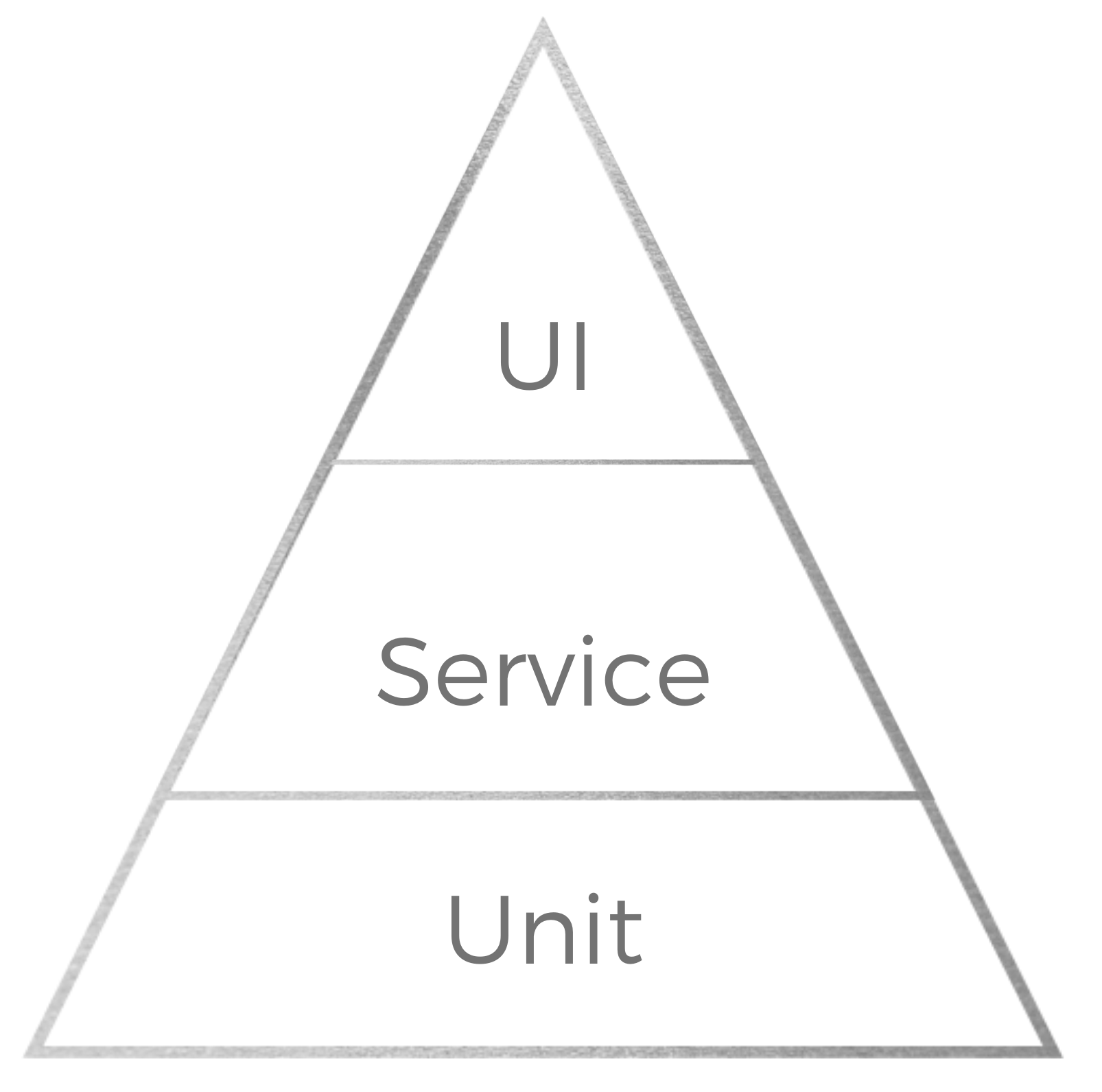
Mike Cohn által javasolt tesztautomatizálási piramis

- Szilárd alapként az egységtesztelés robusztusságot biztosít a szoftvertermékek számára. A kód egyes részeinek tesztelése megkönnyíti a tesztek megírását és futtatását. A fejlesztők egységteszteket írnak az egyes történetek részeként, és integrálják őket a CI-vel. [17]
- A szolgáltatási réteg egy alkalmazás szolgáltatásainak a felhasználói felülettől elkülönített tesztelésére utal, ezek a szolgáltatások bármit jelentenek, amit az alkalmazás valamilyen bemenetre vagy bemeneti halmazra válaszul végez.
- A legfelső szinten van a felhasználói felület tesztelése, amely kevesebb teszttel rendelkezik a különböző attribútumok miatt, amelyek bonyolultabbá teszik a futtatást, például a tesztek törékenysége miatt, ahol a felhasználói felület kis változtatása sok tesztet megszakíthat, és megnöveli a karbantartási erőfeszítéseket. [16][18]

### Egység, integráció és végpontok közötti szintek

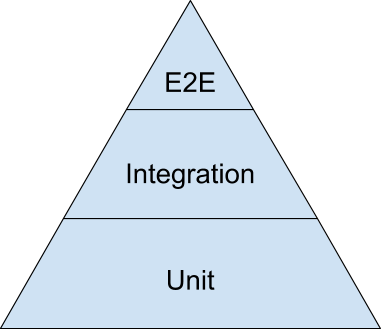
A Google tesztelési piramisa

A tesztelési piramis egyik megközelítése három szintből áll: egységtesztekből, integrációs tesztekből, valamint végponttól végpontig terjedő tesztekből (end-to-end tesztekből). A Google tesztelési blogja szerint az egységteszteknek kellene képezniük a tesztelési stratégia túlnyomó részét, kisebb arányban javasolt integrációs tesztek, és csak minimális mennyiségű end-to-end teszt szükséges.
- Egységtesztek: Ezek olyan tesztek, amelyek az egyes összetevőket vagy kódegységeket elkülönítve tesztelik. Gyorsak, megbízhatóak, és a hibákat kis kódegységekre izolálják.
- Integrációs tesztek: Ezek a tesztek azt vizsgálják, hogy a különböző kódegységek hogyan működnek együtt. Bár az egyes egységek önállóan is megfelelően működhetnek, az integrációs tesztek biztosítják, hogy koherens módon működjenek együtt.
- Végponttól végpontig terjedő tesztek: Ezek a rendszer egészét tesztelik, valós használati forgatókönyveket szimulálva. Ezek a leglassabb és legösszetettebb tesztek.

## Keretalapú megközelítés az automatizálásban
A tesztautomatizálási keretrendszer egy integrált rendszer, amely meghatározza az adott termék automatizálásának szabályait. Ez a rendszer összehangolja a függvénykönyvtárakat, a tesztadat-forrásokat, az objektumok adatait és a különféle újrahasznosítható modulokat. Ezek az elemek kis építőelemként működnek, amelyeket össze kell illeszteni ahhoz, hogy egy üzleti folyamatot reprezentáljanak. A keretrendszer alapot nyújt az automatizált teszteléshez, és jelentősen egyszerűsíti az automatizálási munkát.
Az előfeltételek, fogalmak és eszközök olyan keretrendszerének, amely támogatja az automatizált szoftvertesztelést, a fő előnye az alacsony karbantartási költség. Ha egy teszteset megváltozik, akkor csak a teszteset fájlt kell frissíteni, míg a vezérlő szkript (driver script) és az indító szkript (startup script) változatlan maradhat. Ideális esetben az alkalmazás változásai esetén sincs szükség a szkriptek módosítására.
A megfelelő keretrendszer vagy szkriptelési technika kiválasztása hozzájárul a költségek alacsonyan tartásához. A tesztszkriptekhez kapcsolódó költségek elsősorban a fejlesztési és karbantartási ráfordításokból adódnak. A tesztautomatizálás során alkalmazott szkriptelési megközelítés közvetlen hatással van ezekre a költségekre.
Általában különféle keret/szkript technikákat használnak:
1. Lineáris (eljárási kód, amelyet esetleg olyan eszközök generálnak, amelyek rögzítést és lejátszást használnak)
2. Strukturált (vezérlőstruktúrákat használ – jellemzően „if-else”, „switch”, „for”, „while” feltételek/utasítások)
3. Adatvezérelt (az adatok a teszteken kívül is megmaradnak egy adatbázisban, táblázatban vagy más mechanizmusban)
4. Kulcsszóvezérelt
5. Hibrid (a fenti minták közül kettő vagy több használatos)
6. Agilis automatizálási keretrendszer

A tesztelési keretrendszer a következőkért felelős: 
1. az elvárások kifejezésének formátumának meghatározása
2. egy olyan mechanizmus létrehozása, amellyel a tesztelés alatt álló alkalmazást be lehet kapcsolni vagy meg lehet hajtani
3. a tesztek végrehajtása
4. eredmények jelentését

### Egységtesztelési keretrendszerek
A szoftverfejlesztésben egyre növekvő tendencia az olyan egységtesztelési keretrendszerek használata, mint az xUnit keretrendszerek (például JUnit és NUnit), amelyek lehetővé teszik az egységtesztek futtatását annak ellenőrzésére, hogy a kód különböző részei különféle körülmények között az elvárt módon működnek-e. A tesztesetek olyan teszteket írnak le, amelyeket a programon kell futtatni annak igazolására, hogy a program az elvárásoknak megfelelően működik.

### Teszt automatizálási felület

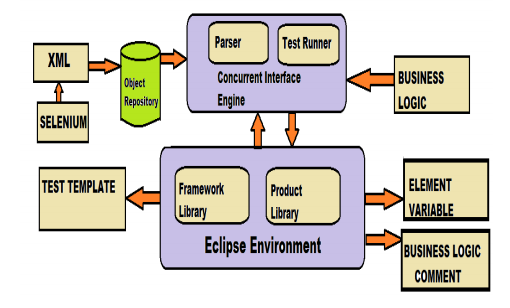
Teszt automatizálási interfész modell

A tesztautomatizálási felületek olyan platformok, amelyek egyetlen munkafelületet biztosítanak többféle tesztelőeszköz és keretrendszer integrálásához, az alkalmazás rendszer- és integrációs teszteléséhez. A tesztautomatizálási felület célja, hogy egyszerűsítse a tesztek üzleti kritériumokhoz való hozzárendelését, anélkül, hogy a kódolás akadályt jelentene a folyamat során. Az ilyen felületek várhatóan növelik a tesztszkriptek karbantartásának hatékonyságát és rugalmasságát.
A tesztautomatizálási felület a következő alapvető modulokból áll:
- Interfész motor
- Interfész környezet
- Objektumtár

#### Interfész motor
Az interfészmotorok az interfészkörnyezetre épülnek. Egy interfészmotor egy elemzőből (parserből) és egy tesztfuttatóból áll. Az elemző feladata, hogy az objektumtárból érkező objektumfájlokat lefordítsa a tesztspecifikus szkriptnyelvre. A tesztfuttató ezután tesztrendszer (teszt harness) segítségével hajtja végre a tesztszkripteket.

#### Objektumtár
Az objektumtárak olyan felhasználói felülethez vagy alkalmazáshoz kapcsolódó objektumadatok gyűjteményei, amelyeket a tesztelőeszköz rögzít az alkalmazás feltérképezése során.

## Határok meghatározása az automatizálási keretrendszer és a tesztelőeszköz között
Az eszközöket jellemzően kifejezetten egy adott tesztelési környezetre – például Windowsra vagy webes automatizálásra – fejlesztik. Az eszközök az automatizálási folyamat hajtóerejeként szolgálnak. Ezzel szemben az automatizálási keretrendszer nem egyetlen feladat elvégzésére szolgáló eszköz, hanem egy infrastruktúra, amely lehetővé teszi, hogy különböző eszközök egységes módon működjenek együtt. Ez egyúttal közös platformot biztosít az automatizálási mérnök számára.
Számos különféle típusú keretrendszer létezik, amelyeket annak alapján kategorizálnak, hogy az automatizálás mely komponensét használják ki. Ezek a következők:
1. Adatvezérelt tesztelés
2. Modularitás-vezérelt tesztelés
3. Kulcsszóvezérelt tesztelés
4. Hibrid tesztelés
5. Modell alapú tesztelés
6. Kódvezérelt tesztelés
7. Viselkedésvezérelt fejlesztés

## Lásd még
- GUI tesztelő eszközök összehasonlítása
- A webes tesztelőeszközök listája
- Folyamatos tesztelés
- Fuzzing
- Fej nélküli böngésző
- Szoftver tesztelés
- Rendszertesztelés
- Egységteszt

### Általános források

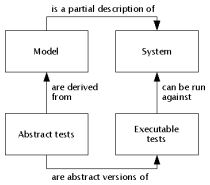
General model-based tesing

A modularitásvezérelt tesztelés (modularity-driven testing) egy szoftvertesztelési szakkifejezés. A tesztszkript modularitási keretrendszer megköveteli kis, független szkriptek létrehozását, amelyek az alkalmazás tesztelendő moduljait, szekcióit és funkcióit reprezentálják. Ezeket a kis szkripteket ezután hierarchikus módon kombinálják nagyobb tesztek felépítésére, egy adott teszteset megvalósítására

## Fordítás
Ez a szócikk részben vagy egészben  a   Test automation című angol Wikipédia-szócikk fordításán alapul.  Az eredeti cikk szerkesztőit annak laptörténete sorolja fel. Ez a jelzés csupán a megfogalmazás eredetét és a szerzői jogokat jelzi, nem szolgál a cikkben szereplő információk forrásmegjelöléseként.